# 横北探花府
横北探花府位于中国山西省运城市绛县横水镇横北村。

## 保护
2021年8月4日，横北探花府公布为第六批山西省文物保护单位，古建筑类，年代为清，编号6-271。	